# 스키야
스키야(일본어: すき家)는 일본의 규동(소고기덮밥) 전문 체인점이다. 주식회사 젠쇼홀딩스의 자회사인 주식회사 스키야가 운영하고 있다. 1982년에 가나가와현 요코하마시에 위치한 나마무기역 근처에 처음 문을 열었다.
외식산업에서 매출액과 점포 수가 일본 내 1위이며, 일본 외식산업 최초로 주식 시가총액이 1조엔을 넘은 기업이다.
모회사 젠쇼홀딩스는 2024년 3월 말까지 자회사를 포함한 그룹의 해외 점포 수를 일본 외식산업 최초로 1만개 점포 규모로 확대할 예정이다. 2023년 9월말 기준, 해외 점포수는 6,166개 점포이다.

## 개요

### 젠쇼홀딩스 (모회사)
'세계로부터 기아와 빈곤을 박멸한다'를 기업이념으로 내걸고, 전 세계인에게 안전하고 맛있는 음식을 간편한 가격에 제공하는 것을 사명으로 하고 있다. 기업 매수에 의한 사업 전개에 적극적이며, 특히 2000년 이후에는 각 분야의 외식 체인점을 연달아 매수해 산하에 두고 있다.
자회사로 규동 체인점 '스키야', 회전초밥 체인점 '하마즈시', 패밀리레스토랑 '코코스', 덮밥과 우동 체인점 '나카우', 햄버거 패스트푸드점 '롯데리아' 등이 있다.
회사 이름의 유래는 '전부 이긴다, 전승(全勝=젠쇼)', '선한 장사, 선상(善商=젠쇼)', 또 일본 기업이기 때문에 '선(禅)의 마음으로 행하는 장사, 선상(禅商=젠쇼)'의 3가지를 의미하며, 1982년의 설립시 창업자 오가와 켄타로가 명명했다.

### 스키야
1982년 7월에 개점한 도시락점 '런치박스 나마무기점'이 스키야의 시초이며, 동년 11월에 가나가와현 요코하마시에 규동업태의 1호점 '스키야 나마무기역 앞점'을 개점했다. 창업자이자 젠쇼홀딩스 사장 오가와 켄타로는, 규동 체인점 요시노야의 출신이며, 1978년부터 1982년까지 요시노야에 재적하고 있었다.
스키야의 가게 이름의 유래는 문명개화에 의해 널리 먹게 된 '스키야키'와 '좋아(스키)'를 곱하여 명명하였다. 또한 실제로 창업 초기인 1983년에는 '스키야키 디너 세트'라는 메뉴도 취급했다. '여러분이 좋아해 주셨으면 좋겠다'라고 하는 소원을 담은 '좋아하는 집(好き家=스키야)'에서 유래했다고 소개하고 있는 문헌도 있다.
역 앞이나 번화가의 공간 절약에 가게를 차리는 종래의 규동점에 비하면, 자동차로의 이용객을 상정한 교외의 간선 도로변 등에 입지하는 교외형 점포를 주축으로 하고 있다.
또한 카운터석뿐만 아니라 테이블석을 마련하는 등 기존 개인고객을 중심으로 한 기본적인 규동집 스타일에 비해 패밀리레스토랑과 같은 가족단위의 손님을 상정한 형태로 되어 있다. 2000년대 이후는 드라이브스루의 설치나, 쇼핑센터의 푸드코트내에의 출점에 적극적이다.
'치즈규동' 등 규동에 토핑을 입힌 어레인지 규동을 최초로 출시한 규동 체인점으로 카레라이스와 각종 덮밥, 디저트 등 다양한 메뉴가 있는 것이 특징이다.

## 역사

### 젠쇼홀딩스
- 1982년 6월 - 가나가와현 요코하마시 쓰루미구에 주식회사 젠쇼를 설립
- 2002년 10월 - 주식회사 하마즈시를 설립하여 회전초밥 사업에 참가
- 2011년 10월 1일 - 젠쇼가 회사 분할에 의해, 점포 운영 사업을 주식회사 젠쇼 분할 준비 회사에 승계시켜, 지주회사로 이행. 동시에 주식회사 젠쇼가 주식회사 젠쇼 홀딩스로 변경
- 2018년 10월 - 미국, 캐나다, 호주에서 포장 초밥점 4,000개 점포 이상을 운영하는 미국 Advanced Fresh Concepts Corp(AFC)를 288억엔에 인수
- 2023년 4월 - 롯데 홀딩스 산하의 햄버거 체인인 롯데리아를 인수
- 2023년 5월 - 독일에서 포장 초밥점 221개, 회전초밥점 7개 점포를 운영하는 Sushi Circle Gastronomie GmbH를 인수
- 2023년 9월 - 북미 및 영국을 중심으로 포장 스시점 등 약 3,000개 점포를 운영하는 SnowFox Topco Limited를 874억엔에 인수
- 2023년 9월 20일 - 롯데리아는 새로운 브랜드 '제텔리아(ZETTERIA)' 1호점을 도쿄도 미나토구에 오픈했다.

### 스키야
- 1982년 7월 - 포장 도시락점 '런치박스 나마무기점' 개점
- 1982년 11월 - 카나가와현 요코하마시에 스키야 1호점 나마무기역 앞점 개점
- 2011년 5월 28일 - 해외 1호점을 태국 방콕의 쇼핑몰 '씨콘스퀘어'에 오픈
- 2011년 10월 1일 - 주식회사 젠쇼홀딩스 발족에 의해 스키야 사업은 회사 분할에 의해 사업 자회사로서 설립된 주식회사 젠쇼가 계승
- 2020년 3월 31일 - 중간 지주회사였던 주식회사 스키야 본부가 지역 자회사 9개사를 합병하여 사업회사화하고 주식회사 스키야로 상호 변경

## 갤러리

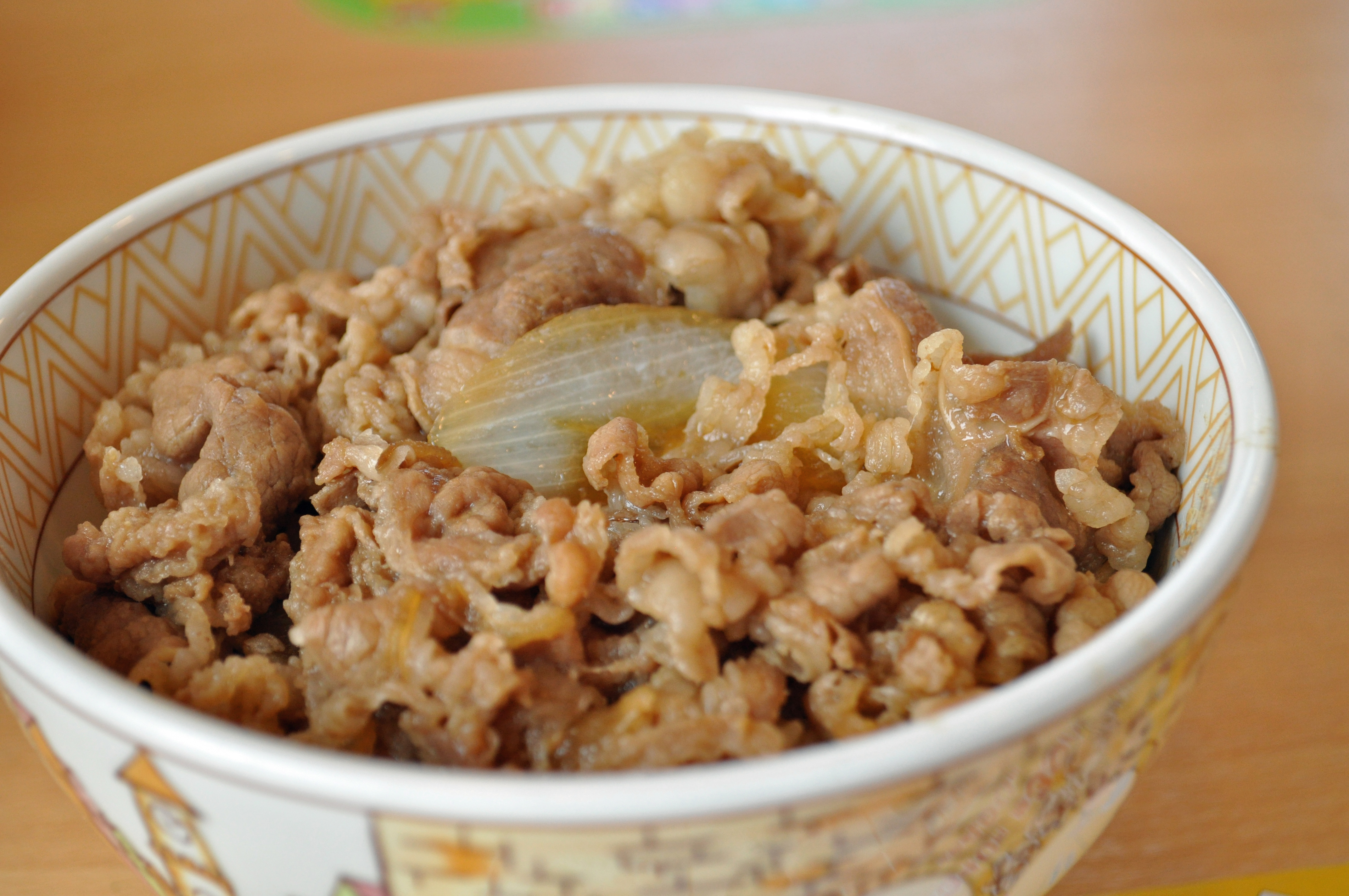
기본 메뉴인 규동
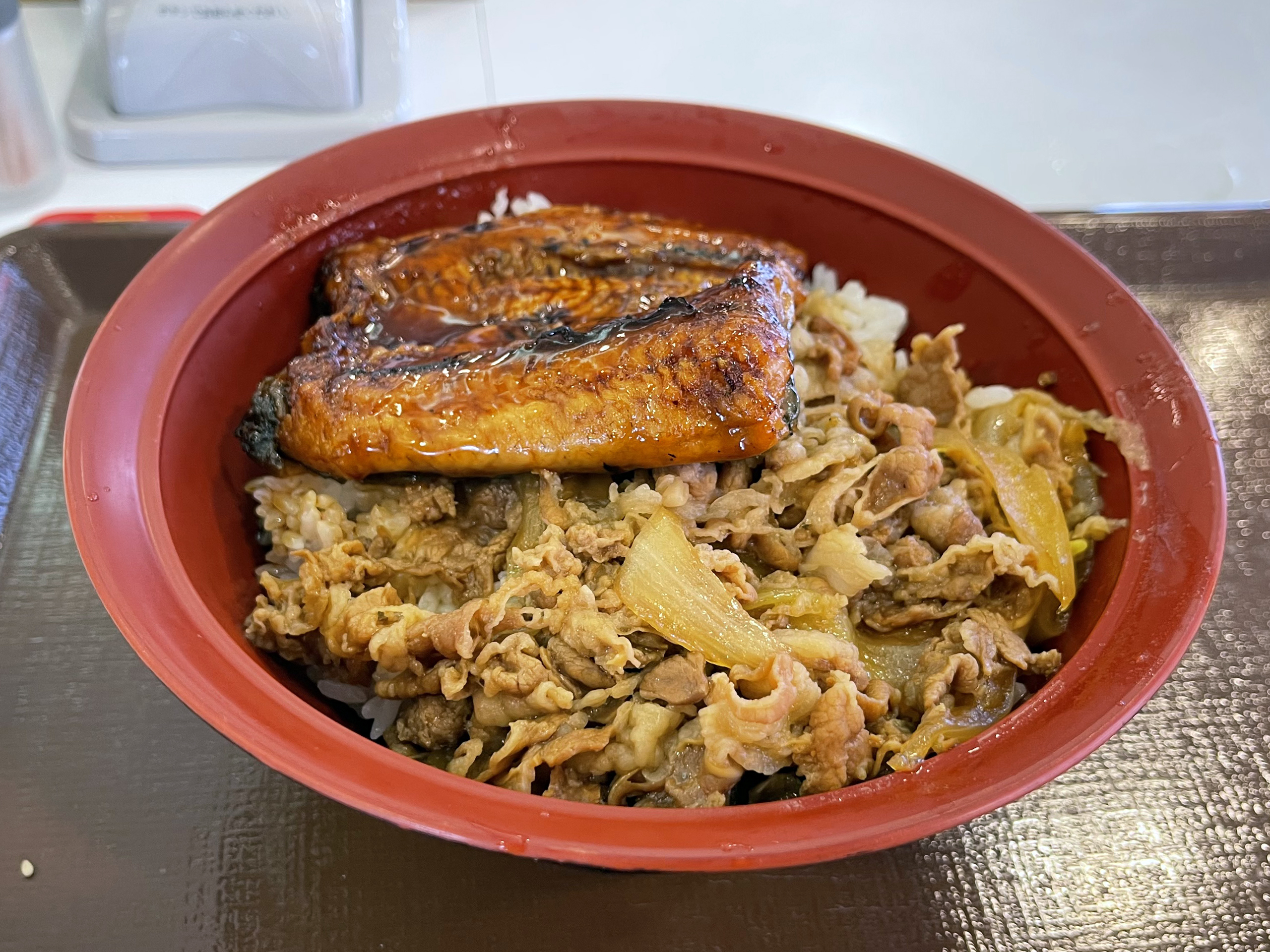
우나규 (장어 쇠고기 덮밥)
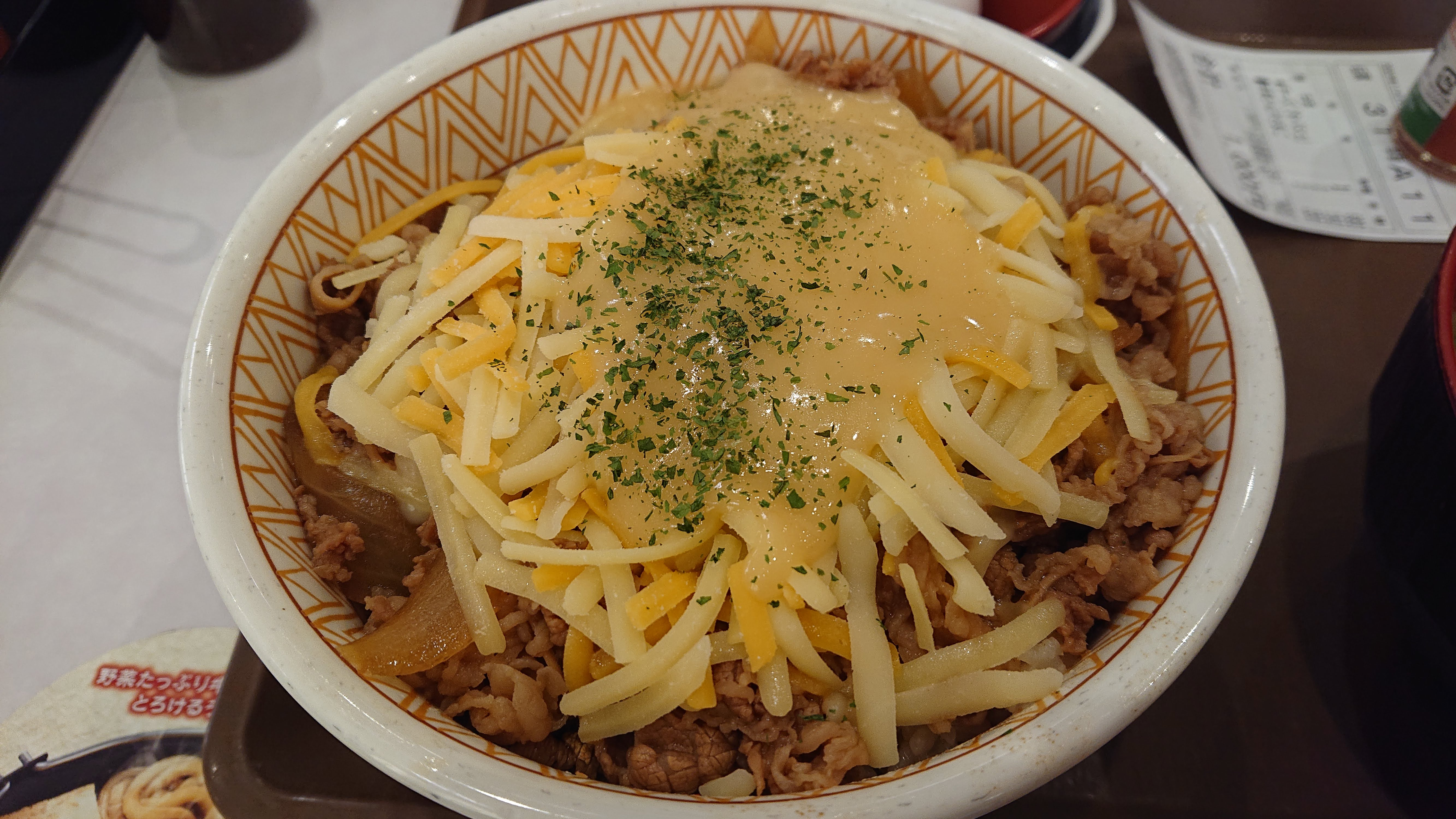
3종류의 치즈규동
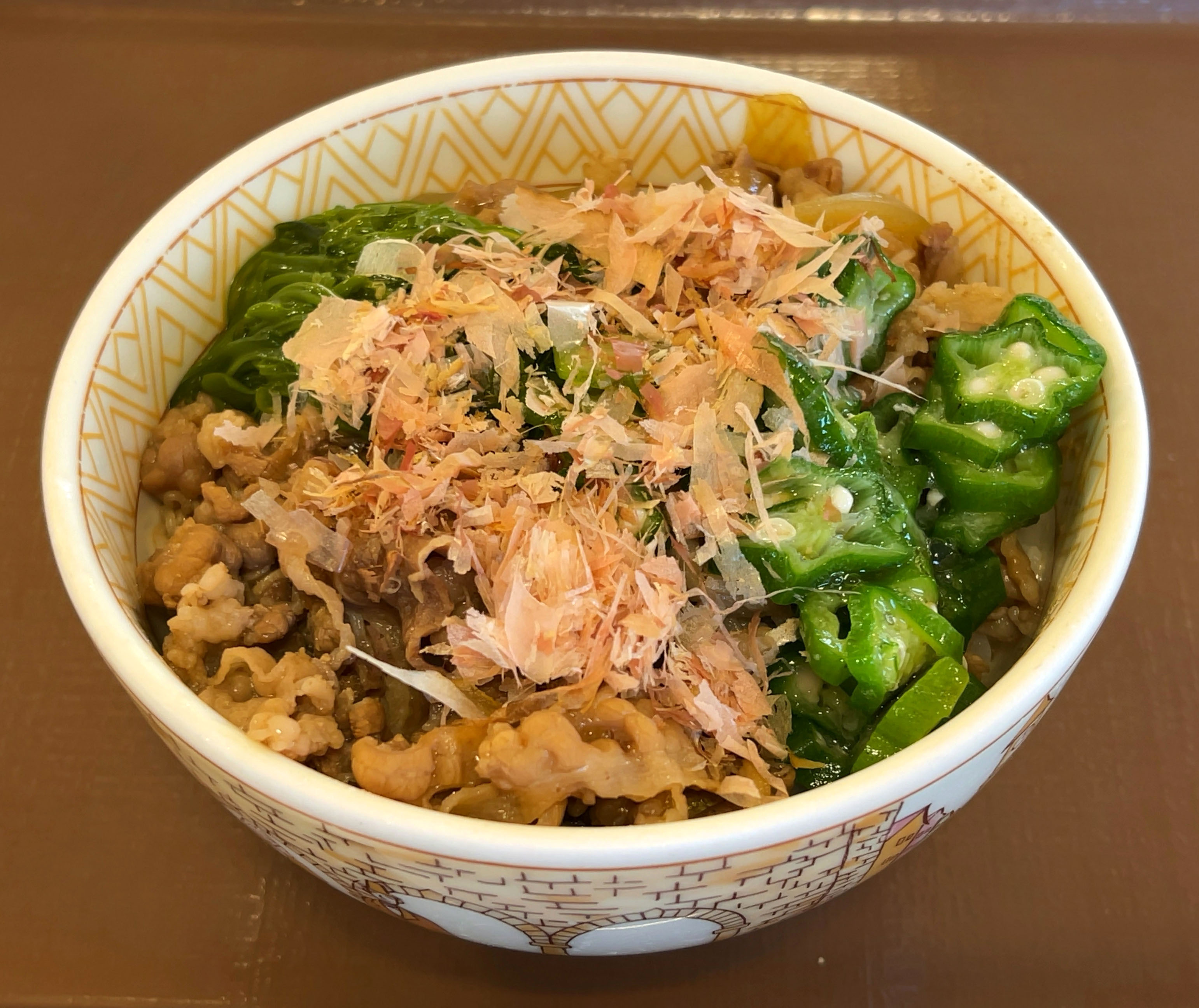
가쓰오부시 오크라 규동
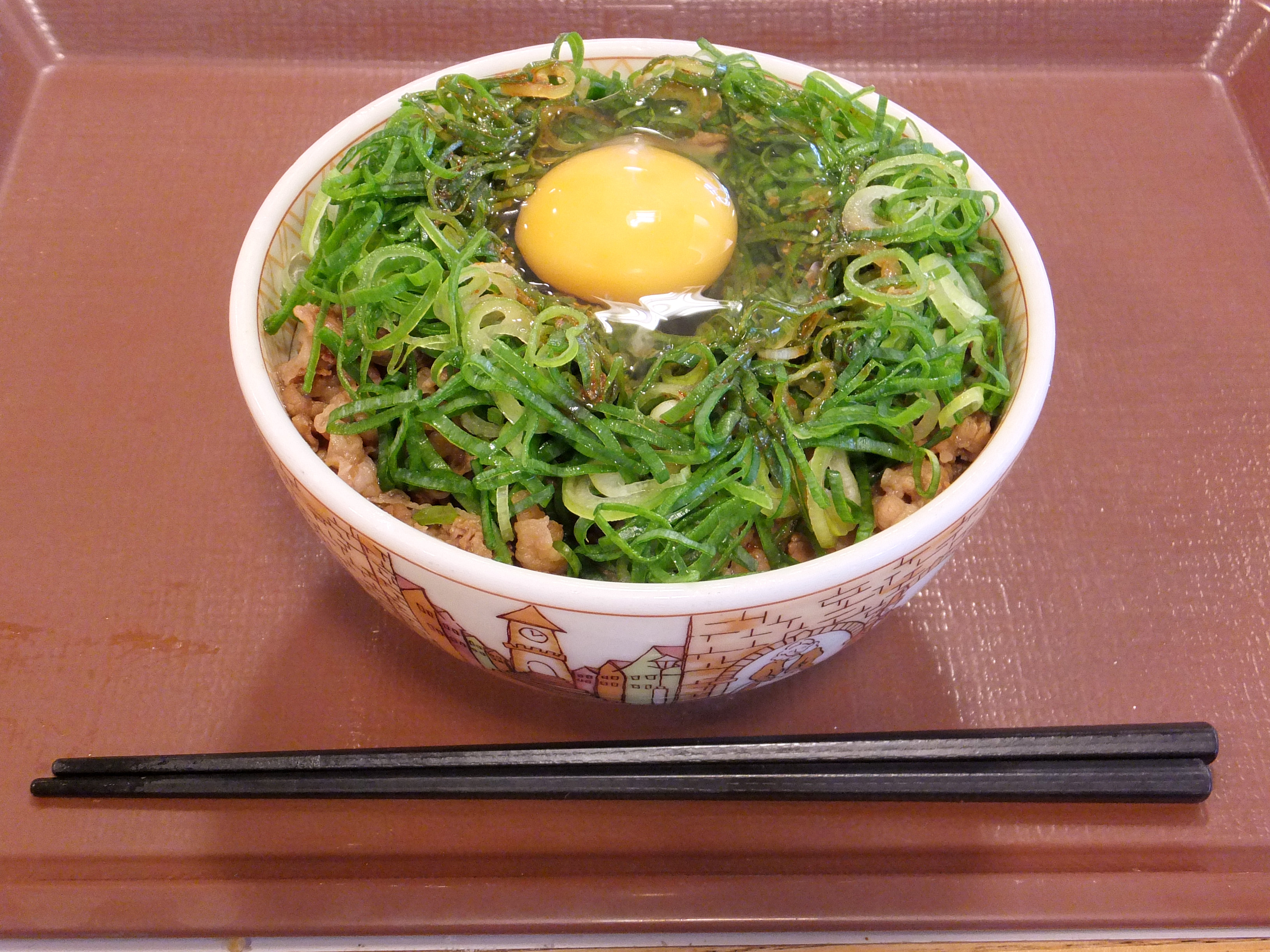
네기타마 규동 (파, 계란 쇠고기 덮밥)
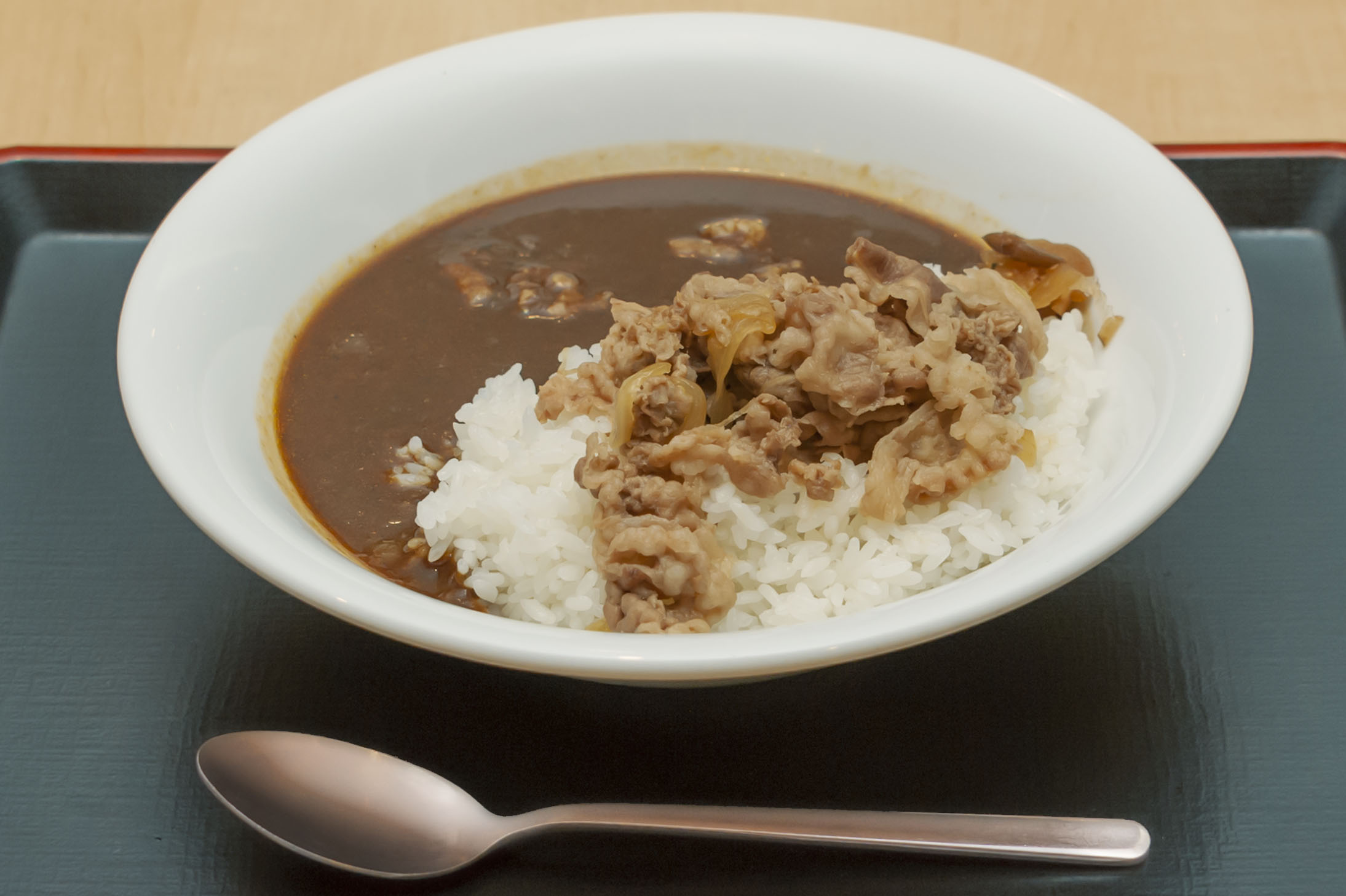
규카레 (쇠고기 카레)
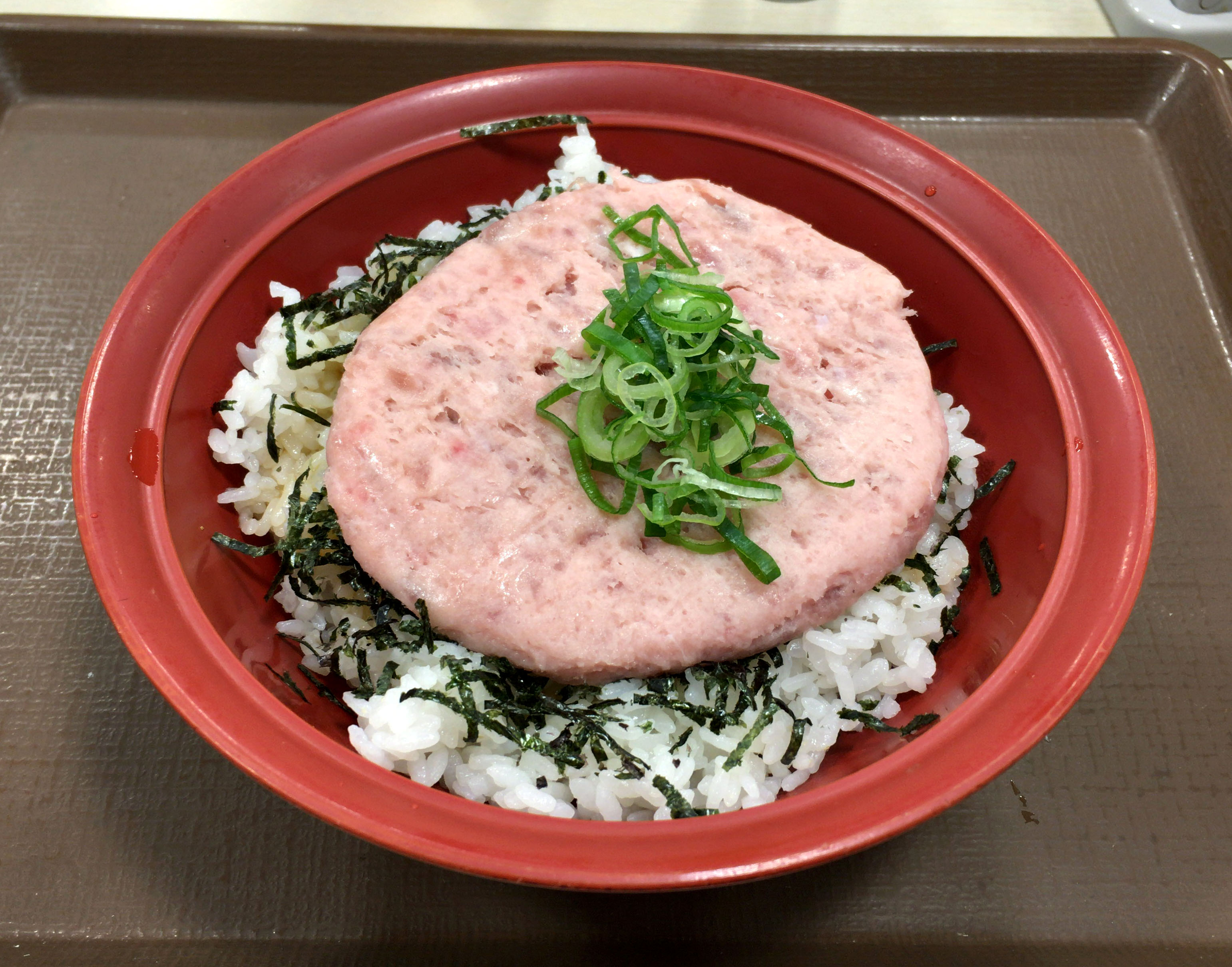
마구로 다타키동 (다진 참치 덮밥)
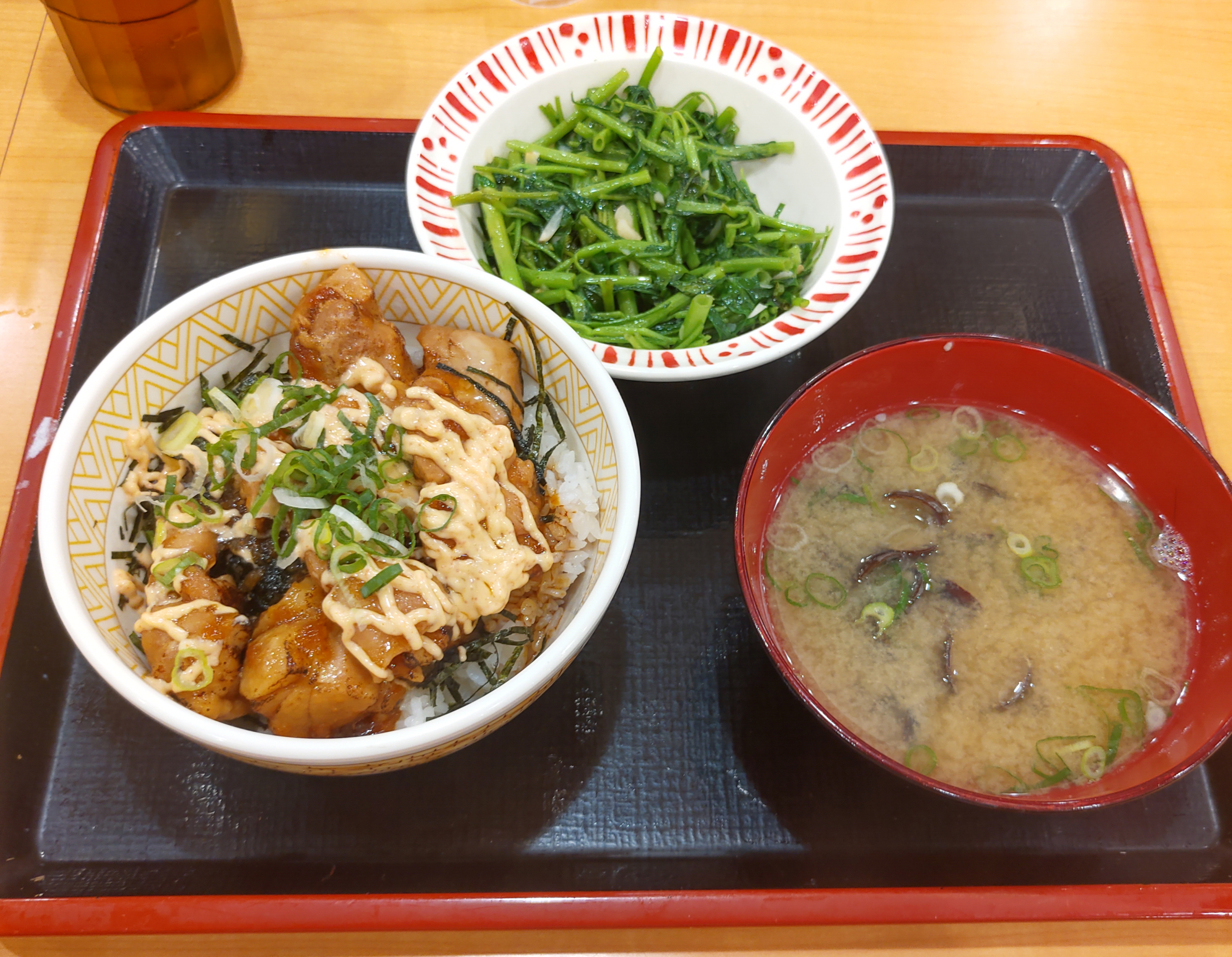
명란마요 닭꼬치덮밥, 공심채볶음, 바지락 된장국 정식 (대만)

## 점포

### 스키야
2023년 3월 기준으로 일본에 1,941개, 해외는 중국, 홍콩, 대만, 태국, 말레이시아, 인도네시아, 베트남, 필리핀, 싱가포르, 브라질, 멕시코 등에 총 670개의 점포가 있다. 해외에서 가장 점포가 많은 나라는 중국의 460개 점포이다.

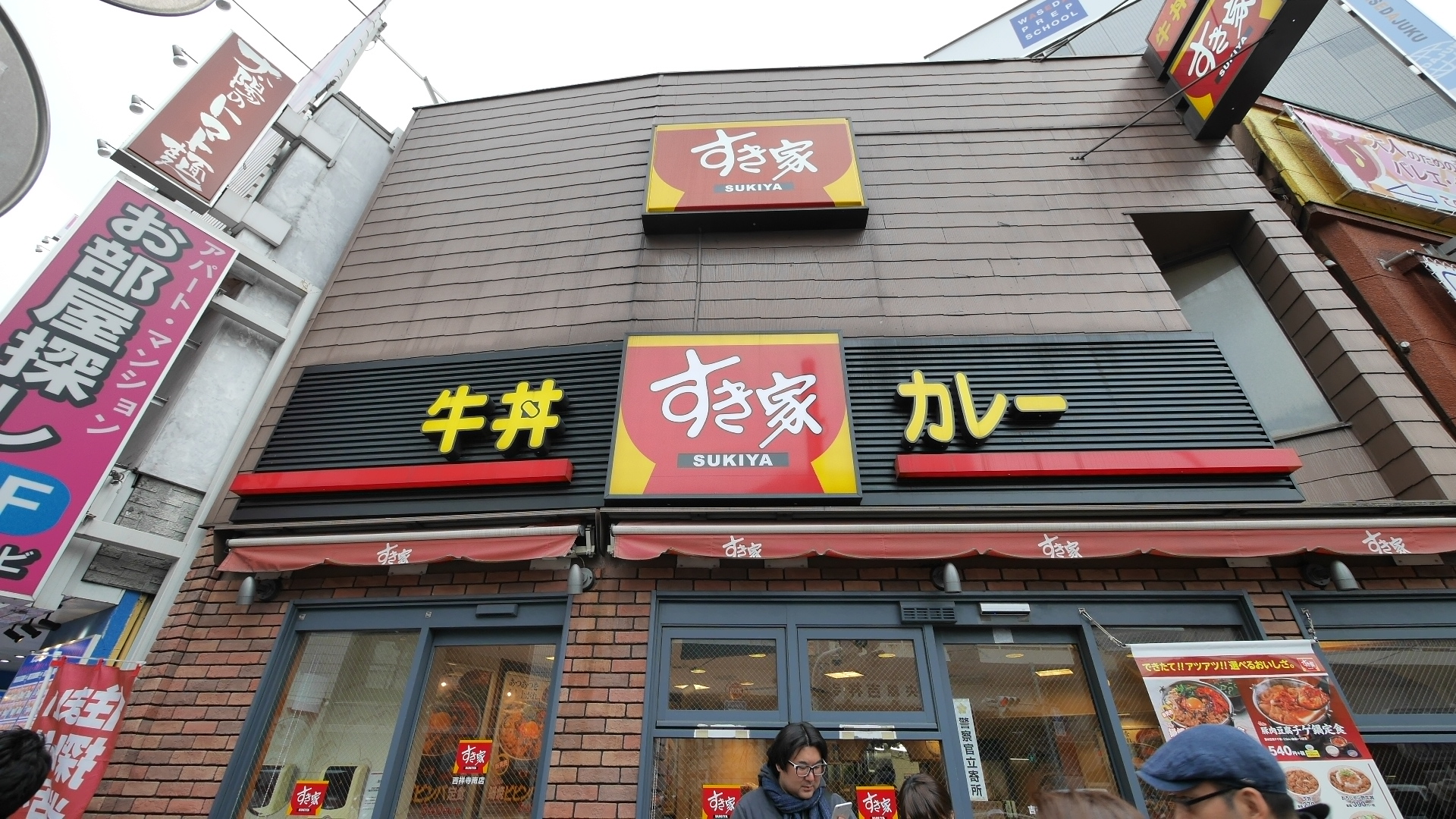
스키야 점포 외관
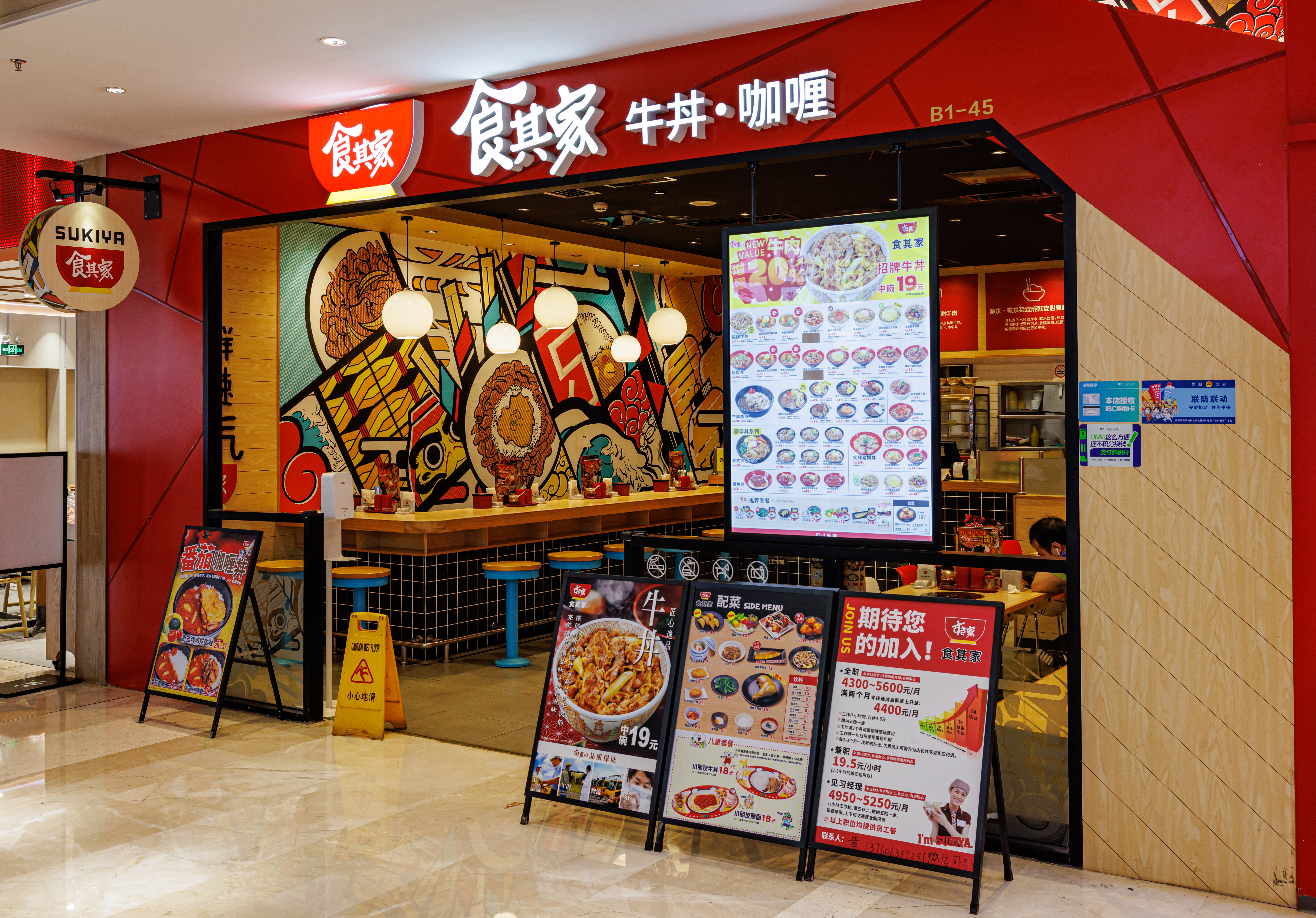
중국 광둥성 선전시에 있는 스키야
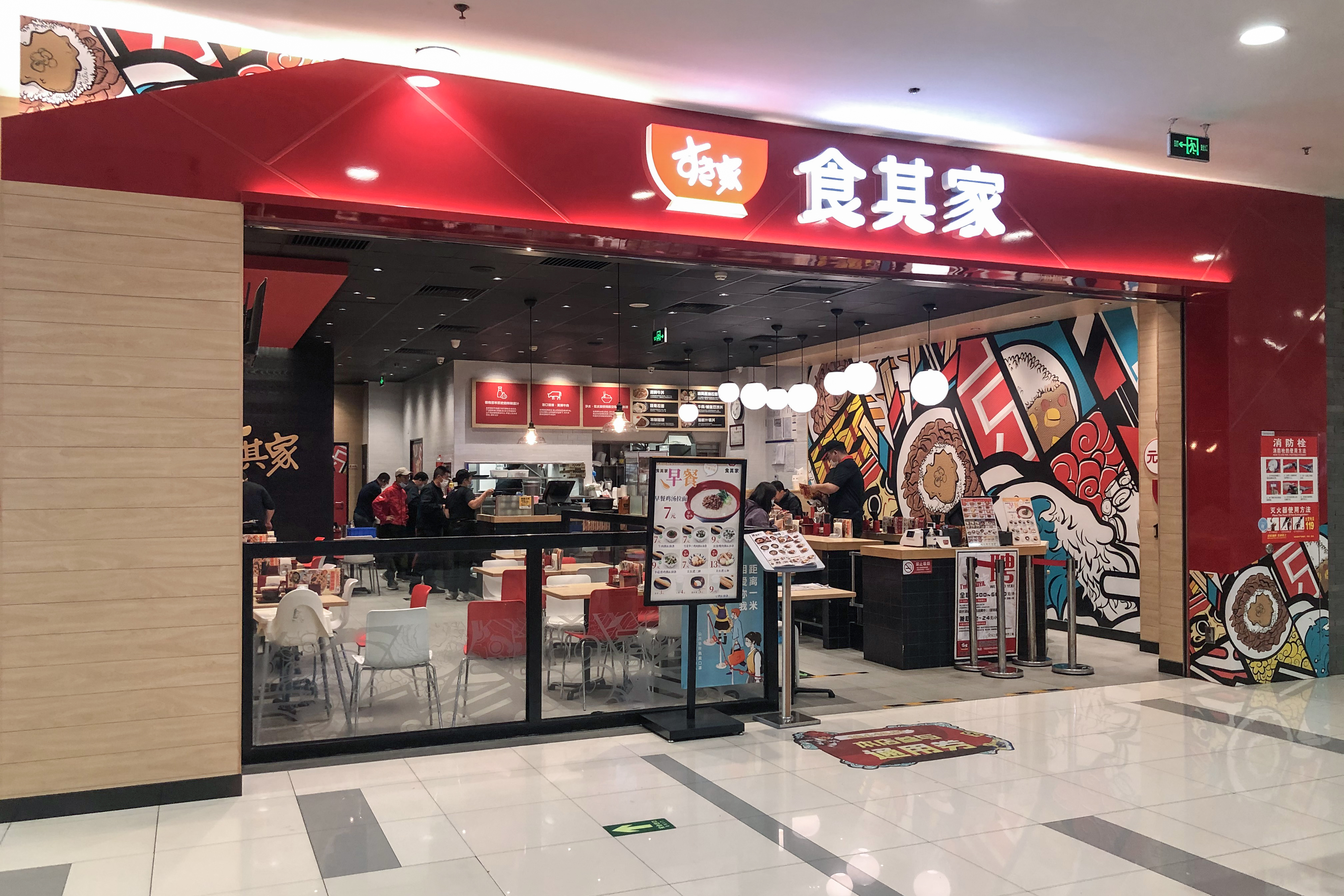
중국 베이징에 있는 스키야
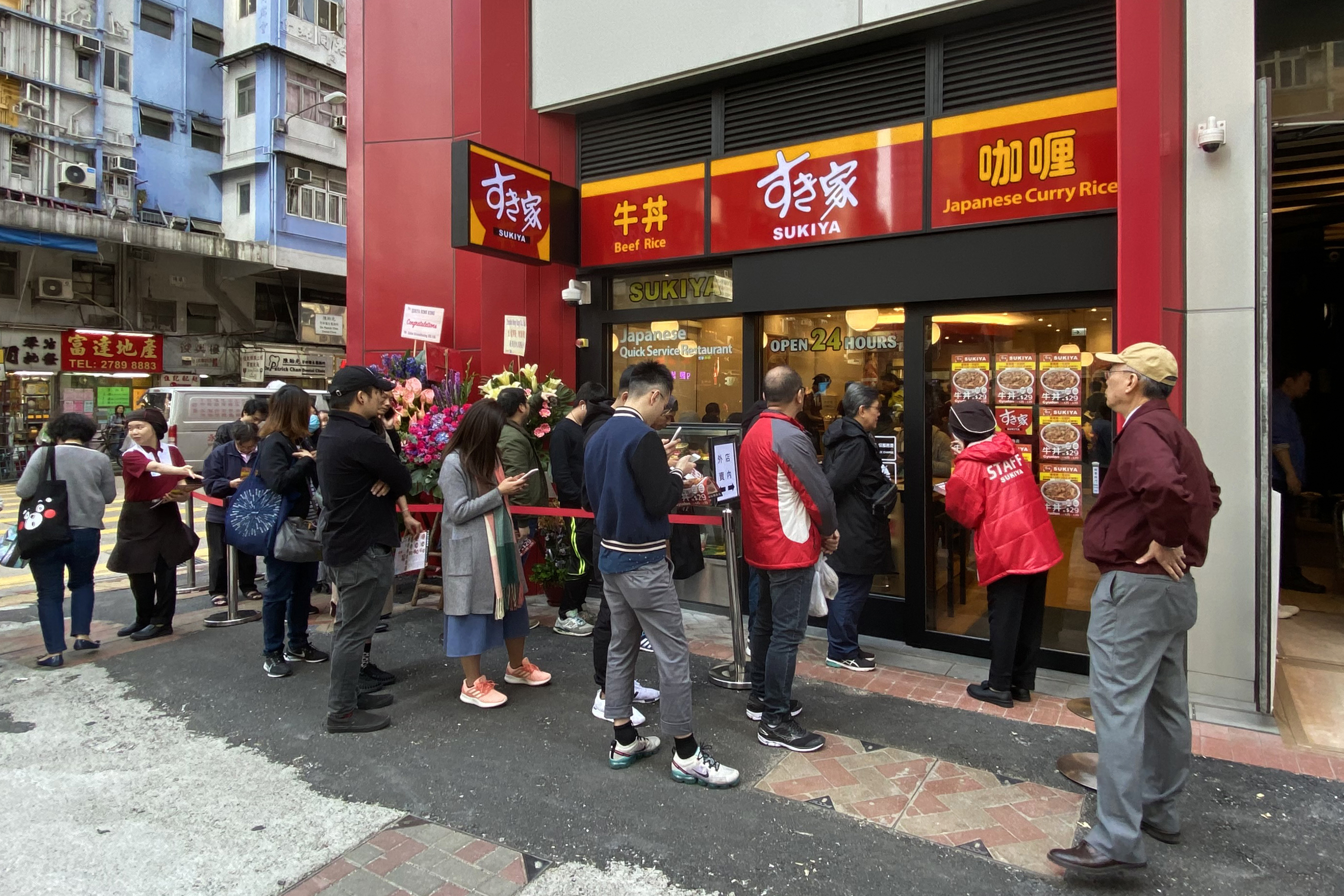
홍콩 췬완에 있는 스키야

### 브랜드별 매장수[6]
| 분류       | 주요 브랜드                     | 일본  | 해외  | Total  |
| ---------- | ------------------------------- | ----- | ----- | ------ |
| 외식 체인  | 스키야                          | 1,941 | 670   | 2,611  |
| 외식 체인  | 하마즈시                        | 588   | 49    | 637    |
| 패스트푸드 | 나카우, 롯데리아, 포장초밥집 등 | 1,001 | 9,129 | 10,130 |
| 레스토랑   | 코코스, 졸리파스타, 빅보이 등   | 1,199 | 1     | 1,200  |
| 소매       | 마루야, JOY Foods 등            | 133   | 0     | 133    |

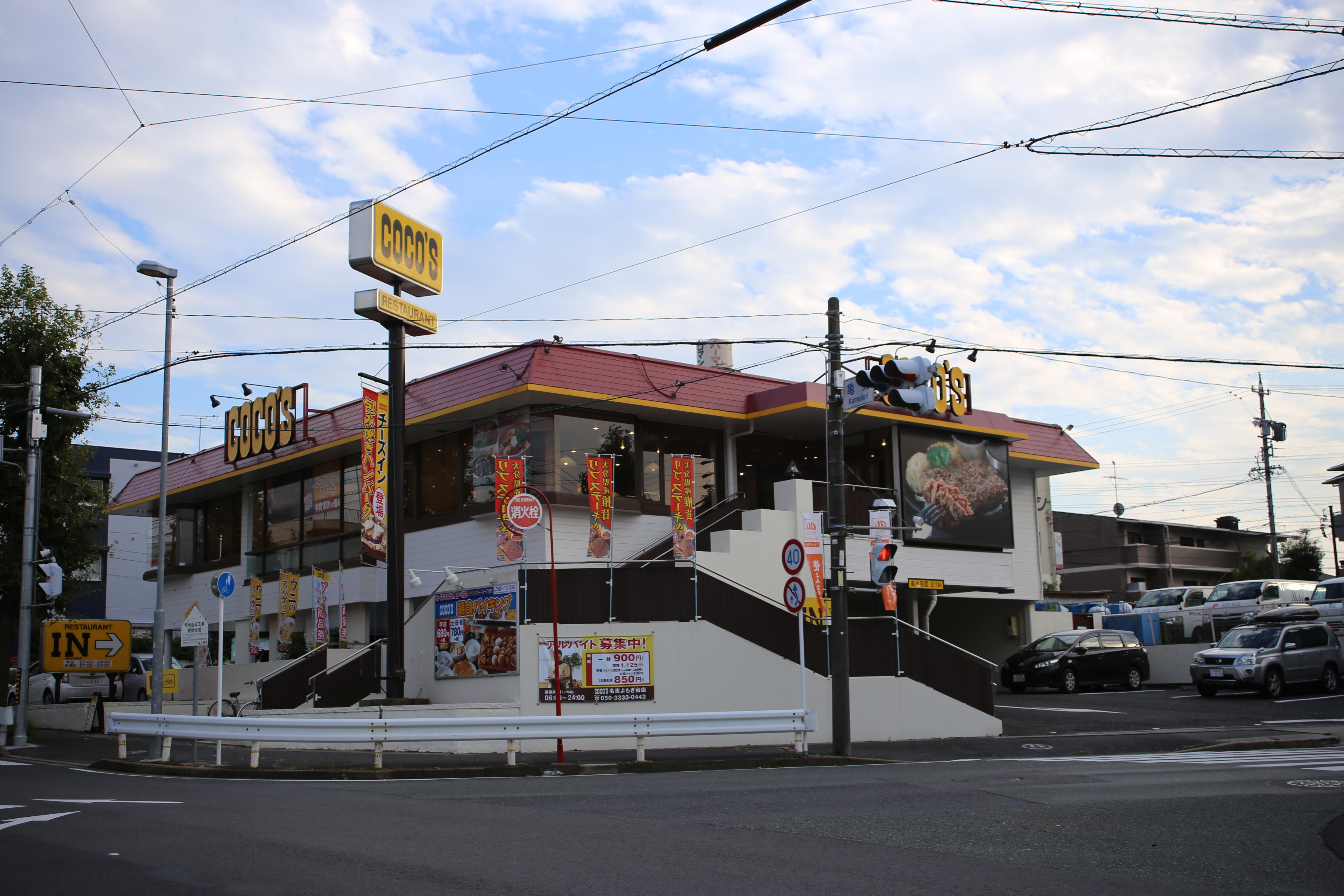
코코스 메이트 요모기다이점 (아이치현 나고야시)
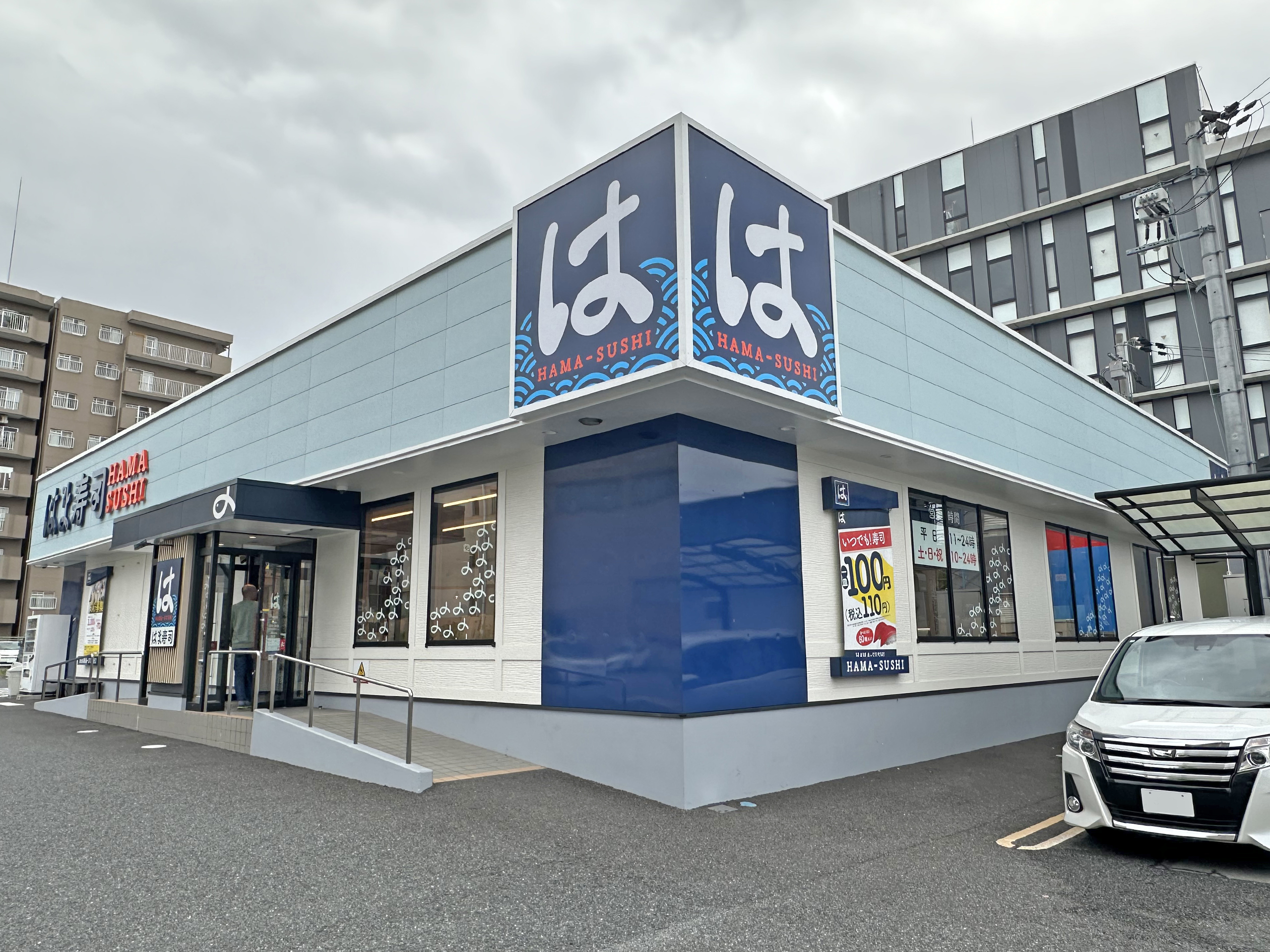
하마즈시 카도마 토노시마점 (오사카부 카도마시)
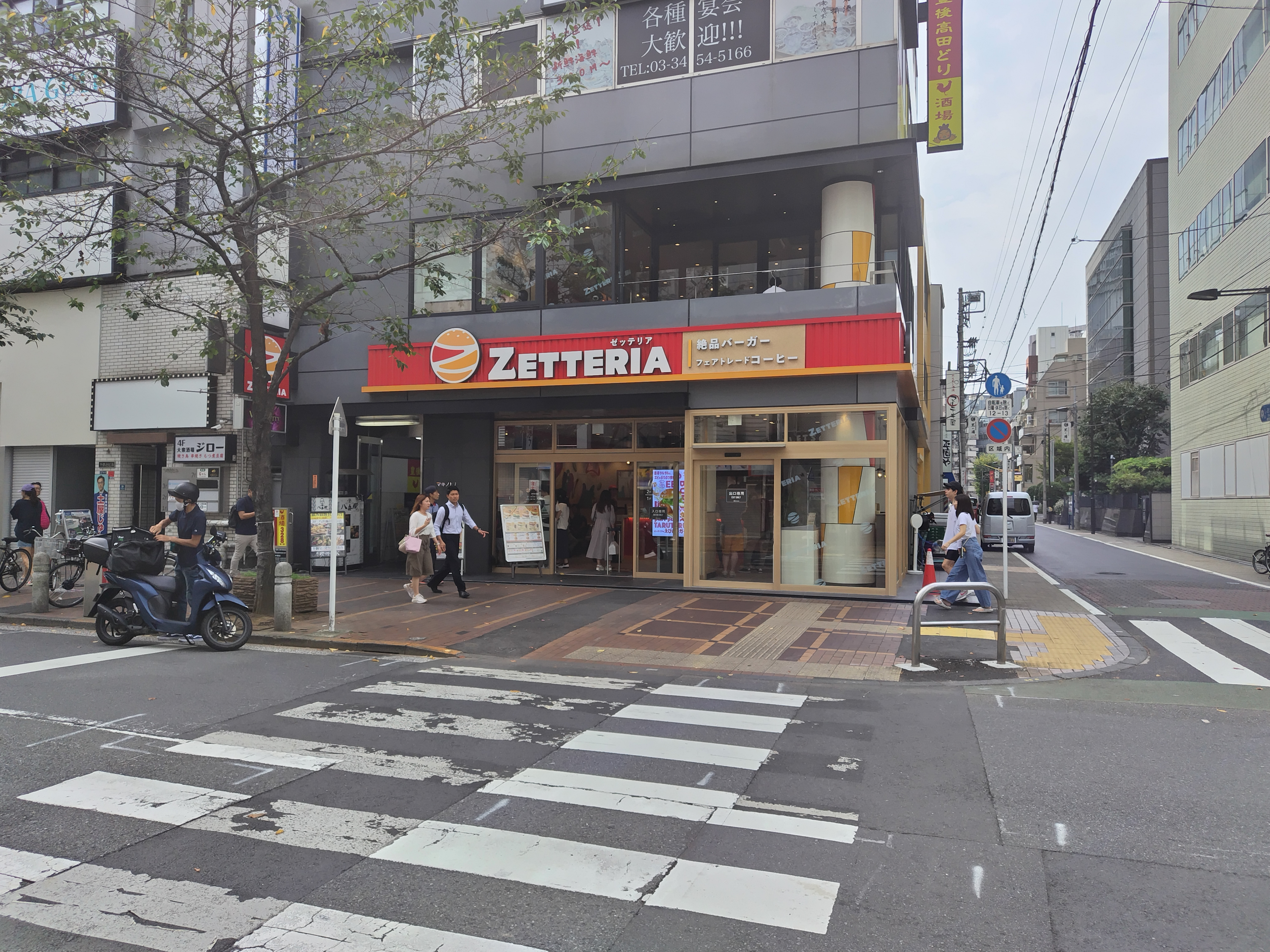
제테리아 타마치시바우라점 (도쿄도 미나토구)
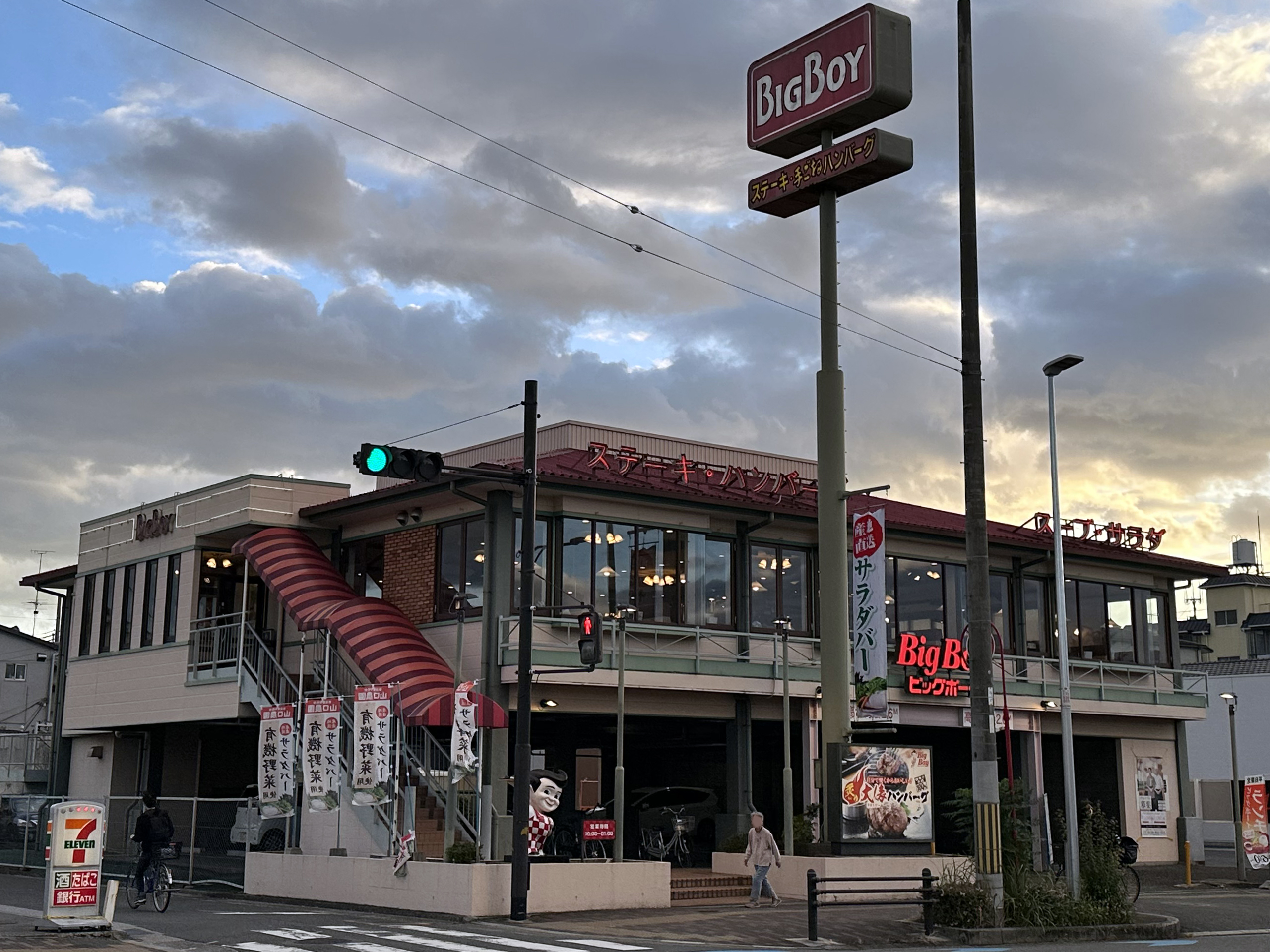
빅보이 야오점 (오사카부 야오시)

## 젠쇼홀딩스의 주요 자회사
- 주식회사 스키야 (100%출자) - 규동 체인점 '스키야'를 운영
- 주식회사 나카우 (100%출자) - 우동, 덮밥 체인점 '나카우(なか卯)'를 운영
- 주식회사 빅보이 재팬 (100%출자) - 스테이크, 햄버그스테이크가 중심인 패밀리 레스토랑 '빅보이'를 운영
- 주식회사 에이 다이닝 (100%출자) - 라멘집 '덴마루(伝丸)', '이치코쿠도(壱鵠堂)', 우동집 '큐베이야(久兵衛屋)' 등을 운영
- 주식회사 졸리파스타 (100%출자) - 이탈리안 패밀리레스토랑 '졸리파스타', '올리브의 언덕'을 운영
- 주식회사 코코스재팬 (100%출자) - 패밀리레스토랑 '코코스', 멕시칸레스토랑 '엘트리트'를 운영
- 주식회사 하나야요헤이 (100%출자) - 일식당 '하나야요헤이(華屋与兵衛)'를 운영
- 주식회사 롯데리아 - 햄버거를 중심으로 한 패스트푸드 체인점 '롯데리아', '제테리아'를 운영
- 주식회사는 하마즈시 - 회전초밥 체인점 '하마즈시(はま寿司)'를 운영
- 주식회사 TAG-1 (100%출자) - 야키니쿠 체인점 '다카라지마(宝島)', 야키니쿠와 샤브샤브 가게 '규안(牛庵)', '숙성 야키니쿠 이치방(熟成焼肉いちばん)'을 운영하고 있다.
- 주식회사 카츠안 - 돈가스 체인점 '카츠안(かつ庵)' 등을 운영
- 주식회사 산비시 - 간장, 조미료의 제조 판매
- 주식회사 젠쇼상사
- 주식회사 일본 리테일 홀딩스 (100%출자) - 슈퍼마켓 부문의 자회사를 통괄하는 중간 지주회사
  - 주식회사 조이마트 - 슈퍼마켓 '마루야', '후지마트' 등을 운영
  - 주식회사 유나이티드 베지스 - 청과점을 운영

## 같이 보기
- 돈부리
- 야키니쿠
- 마쓰야 푸드
- 요시노야